# Филид
Фи́лид (fili; от *welet-, *wel «видеть», то есть «провидец»; по другой версии, слово входит в круг индоевропейских понятий, связанных с иным миром (ср. валькирия, Вальхалла)) — в ирландской традиции придворный музыкант, помимо исполнения песен разбиравшийся в законах, традициях (истории) и осуществлявший предсказания; мог колдовать.
В бумагах Джона Обри идёт речь о филидах как о высшей из четырёх степеней бардов; бардам, в отличие от филидов, не требовалось слишком строго соблюдать традиции стихосложения, барды могли работать на филидов в качестве чтецов их стихов. Первыми филидами считаются или Амергин (Аморгин), сын Миля, пропевший первую песнь, или Фениус Фарсайд (Фений Ферсайд), основатель первой школы филидов.
Пропетая филидом песнь поношения (сатирическая песня) могла понизить человека в социальном статусе (навлечь позор), однако было постановлено, что ежели филид произнёс несправедливое поношение, оно обернётся против него. Отношения между филидом и королём регулировались традицией даров; личность филида охранялась законом (например, от оскорблений).
В средние века традиция филидов приходит в упадок, и они играют меньшую, чем ранее, роль.

## Организация
Филиды имели внутреннюю корпоративную организацию, насчитывавшую 7 ступеней (ollam, ansruth, cli, cano, dos(s), mас fuirmid, focluc), и входили в число благородных сословий, наряду с епископами и князьями. В зависимости от ранга, филид мог исполнять те или иные произведения. Fochloc, филид низшего ранга, имел право на поэмы типа dian: dian airseng, dian midseng, dian iarseng, dian airthrom, dian midthrom, dian iartrom. Филид следующего ранга, mac fuirmid, мог слагать поэмы senamain (от sen — заклинание), setnad (варианты: setnad, setrad, setraid, setnaid) и snaithe senamna (буквально — нить сенамайн). Ступени doss соответствовали laid, cano (от canid — петь) исполняли emain (стихи со сходными по структуре четверостишиями, emon — близнец). Третьему разряду, cli, были доступны anair, второму — ansruth — nath (разновидности: debrechta — двухстрочные, trebrechta — трехстрочные, и т. д.). Высшим филидам были доступны поэмы класса anamain (*ana-mon-а или *аnа-mon-i, от anaid — дышать; могли быть большие и малые — mor и bec, имели четыре разновидности — nath, laid, emon, anair). Фактически, каждая ступень отражала уровень подготовки исполнителя; в некоторых источниках упоминается не 7, а 6 ступеней, при этом возглавляет список eces.

## Школы филидов
Все филиды обучались специально, на протяжении 12 лет, с Самайна по Белтайн. Процесс обучения описан следующим образом: с утра учеников вводили в низкое здание без окон, и учитель объяснял им задание, которое они должны были выполнять в полной темноте, не ведя записей. Среди филидов было много слепых.
Записанная программа обучения по годам выглядит следующим образом:
1. 50 знаков огама, главы из Auraicept na n-Eсеs, 20 drecht (поэм?), 6 стихотворений класса dian;
2. 50 знаков огама, главы из Auraicept na n-Eсеs, 30 drecht, 10 стихотворений класса setrad, senamain, snaithe senamna;
3. 50 знаков огама, главы из Auraicept nа n-Eces, 40 drecht, 16 стихотворений класса laid;
4. правовой трактат Bretha nemed — Суждения о благородных, 50 drecht, 20 стихотворений класса emain;
5. 60 drecht, 30 стихотворений класса anair iarnberla 'темный язык' (перевод условный);
6. 70 drecht, 24 поэмы класса nath mor и 20 — nath bec, berla na filed 'язык поэтов';
7. brosnacha suad. i. bardne на mbard 'бардовская поэзия';
8. fiscomarca filed «Wissens-Prage»; duili berla(?); clethchor coem — подобие заклинания в строительном ритуале; reicne roscadach — тариф за поэтические сочинения, установленный основателем первой из школ; заклинания teimn laida, imbas fofosnai i dichetal do chennaib; Dindshenchus (старина мест) и главные саги (primscela);
9. четыре вида особых заклинаний (cetnad): заклинание пивных домов, заклинание новых домов, заклинание путешествий, заклинание возрастов;
10. 40 стихотворений класса sennath, «14 потоков поэзии», 6 duili feda (буквы);
11. 50 стихотворений класса anamain mor и 50 — anamain bec;
12. «Четыре мастера» (Ладкен мак Бархедо, Уа Кота (или Крота), Уа Бикни и Беке); 120 стихотворений класса rochetal.